# Silvia Majdalani
Silvia Cristina Majdalani (Buenos Aires, 2 de noviembre de 1958) es una política argentina perteneciente al partido PRO. Durante la presidencia de Mauricio Macri fue la subdirectora de la Agencia Federal de Inteligencia (AFI).

## Biografía

### Comienzos
Majdalani nació y se crio en el barrio de Belgrano R en el seno de una familia de origen libanés, realizó sus estudios secundarios en el St. Catherine's School. Tiene tres hijos.
Estudió dos años de Comunicación Social y Relaciones Públicas en la Universidad Argentina de la Empresa (UADE).
Durante los años ‘90 ocupó cargos públicos a nivel municipal y nacional. Entre 1992 y 1994 fue funcionaria del entonces intendente de la Ciudad de Buenos Aires, Saúl Bouer. Carlos Menem la nombró interventora de la Obra Social del Personal de Panaderías. Siguió ligada con el mundo sindical hasta finales de los ‘90: en 1998 Menem intervino la Obra Social de los trabajadores de correos y telégrafos y nombró a Majdalani como interventora. Hasta 2004 fue presidente de la empresa Paraná S.A. de Seguros e integró junto con su marido el directorio de la empresa hotelera Acuíferos Ocean Park S.A. Además, en 2002 fundó junto con dos socios la financiera CFC Holding.En 2004 fue acusada por haber participado de una maniobra para vaciar un grupo de compañías de seguros. En 1997, había sido la presidenta de Paraná Seguros, una de las empresas involucradas en la supuesta estafa. En 2006 fue imputada por el delito acción pública, acusada de robar y usurpar un predio estatal en Andalgalá, provincia de Catamarca, para que lo explotara una empresa minera, en septiembre de 2010 la Sala II de la Cámara Federal revocó la medida siendo nuevamente imputada.Desde 2003 a 2015 fue Legisladora del PRO  Legisladora de la Ciudad de Buenos Aires.
Ese año sería denunciada penalmente junto a otros legisladores macristas que votaron doble entre ellos Oscar Moscariello y Silvia Majdalani por "delito de usurpación de identidad" y "contra la administración pública", cuando se conoció que los diputados votaron por su parte y luego en lugar de dos legisladores que estaban fuera de sus bancas en una ley para beneficiar con excepciones impositivas a los calle centers.

### Diputada Nacional (2009-2015)
Luego fue Diputada Nacional en 2009 por la Provincia de Buenos Aires y por la Ciudad de Buenos Aires.En este período, a las consecuencias económicas se sumaron diversos escándalos políticos entre ellos al.difundirse que la Agencia Federal de Inteligencia (AFI) y otros organismos del Estado, llevaron adelante una serie de operativos ilegales de espionaje y armado de causas judiciales en perjuicio de ciudadanos, políticos opositores y oficialistas, investigadores, feministas, periodistas, sindicalistas, empresarios, familiares de las víctimas del atentado contra la AMIA, e incluso familiares del propio presidente Macri. Uno de los funcionarios involucrados calificó esta organización clandestina como una suerte de «Gestapo». Entre las principales causas abiertas sobre espionaje y armado de causas penales en esta época se destacan el «Espionaje a familiares del ARA San Juan», la «Gestapo antisindical», el «Escándalo D'Alessio», el espionaje a investigadores, y contra medios disidentes
En 2011 presentó un proyecto de ley nacional de fertilidad.que consistieron en el espionaje y seguimiento ilegal de personas que eran familiares de los tripulantes que murieron debido al hundimiento del submarino ARA San Juan el 15 de noviembre de 2017, realizado por agentes de la Agencia Federal de Inteligencia (AFI). Los hechos han sido considerados a priori como delito por la justicia argentina, que procedió a abrir la investigación bajo la dirección del juez Martín Bava de la ciudad de Dolores. En la causa están imputadas las más altas autoridades del Estado argentino en ese tiempo, entre ellas el entonces presidente Mauricio Macri de la cual dependía el submarino hundido durante el macrismo.
En 2018 fue imputada por espionaje y seguimiento ilegal, amenazas y hostigamiento a familiares de los tripulantes que murieron debido al hundimiento del submarino ARA San Juan  realizado por agentes de la Agencia Federal de Inteligencia (AFI), siendo imputada junto a Mauricio Macri, los entonces jefes de la AFI Gustavo Arribas  el exjefe de la Base Naval Mar del Plata, de la cual dependía el submarino hundido y De Sosa Vari.

### Subdirectora de la Agencia Federal de Inteligencia (2015-2019)
En diciembre de 2015, el presidente Mauricio Macri la nombró subdirectora de la Agencia Federal de Inteligencia (AFI) en reemplazo de Juan Martín Mena.
Acompaña al director Gustavo Arribas, criticado por no tener experiencia. En el caso de Majdalani, ella es cercana y amiga del ex número dos de la ex SIDE, Francisco Larcher. A poco de asumir en enero de 2016, 70 empleados de las áreas de finanzas, jurídicas, prensa y operaciones fueron despedidos. Ambos fueron criticados por las causas judiciales en los que se hallaban implicados y su falta de experiencia. Según la revista Noticias, días antes de sus designaciones se llevó a cabo reuniones con representantes de la CIA y el Mossad.Ese año los fiscales federales de Lomas de Zamora pidieron  al magistrado federal de Lomas de Zamora Juan Pablo Augé, la indagatoria de Arribas, Majdalani y el ex secretario presidencial de Macri Darío Nieto en el marco de una causa por espionaje ilegal contra políticos, gremialistas y periodistas y por el delito de "asociación ilícita". Siendo imputada según el fallo judicial Arribas, como Majdalani y Ruiz, dispusieron, ordenaron a sus subalternos en forma sistemática a lo largo del tiempo, la realización de actividades de inteligencia -vigilancias, toma de fotografías y videos- sobre objetivos de orden político.
La nueva dirección de la AFI comenzó a revisar los currículums de los empleados del organismo, con énfasis en 300 empleados ingresados en 2015. 
En 2019 el Juez argentino Ramos Padilla expuso  pruebas  ante el Congreso argentino una enorme red de espionaje ilegal, político, judicial y periodístico, organizada desde el gobierno de Mauricio Macri con coordinación de la AFI que tendría como objetivo perseguir y encarcelar a opositores argentinos. Según las pruebas presentadas por el juez ante el congreso muestran el funcionamiento de uno o varios grupos que desplegaron actividades de inteligencia prohibidas”.
Está red había realizado además espionaje contra el Frente Amplio, partido que gobernaba Uruguay. Según las pruebas presentadas por el juez ante el congreso muestran el funcionamiento de uno o varios grupos que desplegaron actividades de inteligencia prohibidas”. El legislador uruguayo Gerardo Núñezal conocerse que integrantes del gobierno de Macri espiaron ilegalmente a diputados uruguayos, planteó que existía  "una continuidad en el espionaje desde la dictadura cívico-militar y que tuvieron la certeza de que el gobierno de Cambiemos espió a diputados del país oriental". El caso generó preocupación en al Frente Amplio por la red clandestina de espionaje que operó en Argentina y Uruguay, días después los legisladores Núñez y Puig se reunieron con el presidente de la Cámara de Diputados de Argentina, Leopoldo Moreau, con el objetivo de conocer los detalles de la red de espionaje y su extensión a Uruguay donde se habría espiado a integrantes del Frente Amplio y a empresarios.A principios de agosto el juez Augé emitió un fallo con el procesamiento de Majdalani y Arribas, les prohibió la salida del país y les aplicó un embargo sobre sus bienes de 2 millones de pesos cada uno.
En 2016 el juez federal Carzoglio denunció pública y judicialmente que, durante el Gobierno de Mauricio Macri, dos agentes jerárquicos de la AFI, Rubén Di Pasquale y Juan Sebastián De Stéfano, se apersonaron en su despacho para pedirle la detención del líder sindical Hugo Moyano y su hijo Facundo en medio de una disputa de estos con el presidente Macri.
Incluso le entregaron un borrador de la resolución que debía firmar, que fue aportada a la investigación judicial. Di Pasquale y De Stéfano -designados durante la gestión de los jefes de la AFI de Cambiemos Gustavo Arribas y Silvia Majdalani- reconocieron la visita.
En octubre de 2016 los periodistas Gustavo Sylvestre y Mauro Federico afirmaron haber sido blanco de hackeos por parte de una unidad dependiente del Agencia Federal de Inteligencia. Las críticas a su gestión se concentran en la falta de transparencia en el manejo de fondos y en las designaciones de personal vinculado con la ex SIDE y por cerrar al acceso público información del organismo, como el destino de los denominados fondos reservados.
En mayo de 2017 fue denunciada penalmente junto a Gustavo Arribas por el supuesto espionaje contra la diputada Elisa Carrió que pertenece al mismo espacio político señalándose los delitos de asociación ilícita, fraude a la administración pública, abuso de autoridad, y violación de los deberes de funcionario público. La diputada  aseguró que fue "objeto de espionaje permanente y víctima de una persecución sistemática terrible que incluye escuchas telefónicas", por parte de Silvia Majdalani. Varios legisladores pidieron que tanto Arribas como Madjalani sean apartados  ante la posibilidad de que obstaculicen la investigación. En 2019 se acusó a la Agencia Federal de Inteligencia (AFI) de “pincharle” el teléfono a dirigentes políticos de la oposición durante el gobierno d Mauricio Macri, como así también al propio oficialismo de ese momento, entre los que nombró a Elisa Carrió y María Eugenia Vidal En 2020 la Justicia federal comenzó a investigar si exfuncionarios de Mauricio Macri utilizaron de manera ilegal sistemas de información que estaban bajo su órbita para espiar a  Lionel Messi, así como también a decenas de políticos, jueces, periodistas y empresarios. Ese mismo mes Carlos Pagni reveló la existencia de distintas operaciones de espionaje ilegal vinculadas a la Agencia Federal de Inteligencia (AFI). El juez Canicoba Corral comenzó a investigar el espionaje luego de la filtración de documentos que demostraban que allegados a la diputada de Juntos por el Cambio Elisa Carrió espiaban a las divas de la TV Susana Giménez y Mirtha Legrand, o a personajes de distintos ámbitos como  Hugo Moyano o los jueces de la Corte Juan Carlos Maqueda y Ricardo Lorenzetti desde la AFI.
Majdalani llegó a la cúpula de la ex Side por gestiones del empresario Nicolás Caputo, el mejor amigo y asesor del presidente Mauricio Macri.

## Controversias
Durante la década de 1990, junto con su marido ocuparon cargos y realizaron negocios, algunos de los cuales luego se transformaron en causas judiciales. También han sido socios de emprendimientos como empresas agropecuarias y una hotelera. Majdalani ha asegurado que fue sobreseída en todas las denuncias en su contra.
En 1998, cuando fue interventora de la Obra Social de la Encotesa y las Telecomunicaciones, fue denunciada por su sucesor en el cargo Leandro Illia «por serias irregularidades en el manejo de fondos». La Oficina Anticorrupción impulsó la denuncia en 2004, detallando pagos de sobreprecios y contrataciones directas dudosas.
En 2004 fue acusada por haber participado de una maniobra para vaciar un grupo de compañías de seguros. En 1997, había sido la presidenta de Paraná Seguros, una de las empresas involucradas en la supuesta estafa. En 2006 fue imputada por el delito acción pública, acusada de robar y usurpar un predio estatal en Andalgalá, provincia de Catamarca, para que lo explotara una empresa minera. Fue sobreseída por el juez federal Norberto Oyarbide, pero en septiembre de 2010 la Sala II de la Cámara Federal revocó la medida.
Como legisladora fue denunciada penalmente junto a al diputado del PRO Oscar Moscariello por presunta "comisión de delito de usurpación de identidad" y "contra la administración pública", al haber votado dos veces en una sesión para aprobar una ley considerada controvertida. Ambos legisladores del PRO votaron usurpando los asientos de legisladores ausentes, calificándose la maniobra como "bochorno institucional" y que fue "una desprolijidad". Junto con Oscar Moscariello, Majdalani fue posteriormente denunciada por la presunta comisión del delito de usurpación de identidad, y de delito contra la Administración Pública.
Su cónyuge Jorge Norberto Olivero estuvo preso por estafas para quedarse con parte de la herencia del terrateniente cordobés Juan Feliciano Manubens Calvet, quien murió soltero y dejó vacantes unos 500 millones de dólares; el esposo de Madjalani falsifico documentos para hacer pasar a una ciudadana paraguaya como una supuesta heredera. La jugada no prosperó y Olivero, esposo de Madjalani resultó condenado a tres años de cárcel hasta que Carlos Menem lo perdonó a través de un decreto personalizado, en su último día como presidente. Como agradecimiento, en 2003 Majdalani y Olivero militaron por la fallida rerreelección de Menem, y en 2005 aportaron para la fianza de Menem entonces preso por sus cuentas en Suiza.
En 2017 a raíz de los Panama Papers y siendo la número dos de la AFI fue comenzada a investigar por presunto lavado de dinero, ya que Majdalani estaba relacionada con tres sociedades anónimas en paraísos fiscales. Una de esas sociedades fantasmas se hallaba investigada con la compra de acciones de la empresa El Tehuelche SA, propiedad del diputado de Cambiemos Eduardo Costa y esposo de Mariana Zuvic actual parlamentaria del Parlasur de la  Coalición Cívica ARI.